# Drilonereis robustus
Drilonereis robustus är en ringmaskart som först beskrevs av Moore 1903.  Drilonereis robustus ingår i släktet Drilonereis och familjen Oenonidae. Inga underarter finns listade i Catalogue of Life.